# Giriwono
Giriwono is een bestuurslaag in het regentschap Wonogiri van de provincie Midden-Java, Indonesië. Giriwono telt 5488 inwoners (volkstelling 2010).